# 닛산 화학
닛산화학 주식회사(일본어: 日産化学株式会社 닛산 가가쿠 가부시키가이샤[*], 영어: Nissan Chemical Corporation),는 일본의 화학 제조 업체. 1887년(메이지 20년) 4월, 일본 최초의 화학비료 제조회사로 탄생했다. 닛케이 평균 주가의 구성 유명 상표 중 하나.
구닛산 콘체른의 흐름을 잡지만, 전후의 재벌 해체에 의해, 현재는 구 일본 산업의 원류를 승계하는 ENEOS 홀딩스와도, 지금도 닛산을 자칭하는 중에서는 최대의 닛산 자동차 모두 자본 관계는 없다. 다만 닛산·히타치그룹의 기업으로 구성된 춘광간담회 회원회사(춘광그룹)의 하나이다.
또한 화학 비료 상품 외에 농약 관련 상품 라운드 업 시리즈도 전개 (그 중에서도 특히 라운드 업 맥스로드가 유명)하고있다.

## 연혁
- 1887년(메이지 20년) 4월 다카미네 양길 박사가 영국 유학 중에 화학 비료 제조 공장을 견학한 내용을 일본에 소개했다. 이를 받아 시부자와 에이이치(제일은행 창업자), 마스다 타카(당시의 미쓰이 재벌 유력 관계자) 등 당시 재계의 정상이 발기인 그리고 전신인 도쿄 인조 비료 회사를 설립.
- 1889년(메이지 22년) 7월 일본사밀 제조회사(나중의 일본화학비료주식회사) 설립
- 1892년(메이지 25년) 오사카 유조 주식회사 창업[2]
- 1893년(메이지 26년) 12월 도쿄 인조 비료 주식회사로 사명 변경.
- 1895년(메이지 28년) 12월 합자회사 왕자 제조소(후의 관동 산조 주식회사) 설립
- 1910년(메이지 43년) 7월 도쿄 인조 비료 회사가 대일본 인조 비료 주식회사로 상호 변경. 같은 해 10 월, 오사카 유조를 합병[3]
- 1922년(다이쇼 11년) 6월 다이쇼 운송 주식회사(현재의 닛산 물류 주식회사) 설립
- 1923년(다이쇼 12년) 5월 간토산조 주식회사와 니혼화학비료 주식회사를 합병, 비료·산알칼리 제조의 화학회사가 된다.
- 1930년(쇼와 5년) 야마하 구시로 공장을 구입한다.
- 1932년(쇼와 7년) 10월 주식회사 문화 농보사(현재의 닛세이 산업 주식회사) 설립
- 1937년(쇼와 12년) 12월 닛산 화학 공업 주식회사로 상호 변경.
- 1943년(쇼와 18년) 4월 일본광업주식회사(현:ENEOS 홀딩스)에 합병, 동사의 화학부문이 된다.
- 1945년(쇼와 20년) 4월 (제1차) 일본 유지 주식회사가 일본 광업 주식회사의 화학 부문의 영업 포괄 양도를 받고, 「닛산 화학 공업 주식회사」 에 상호 변경.
- 1949년(쇼와 24년) 5월 증권거래소의 재개에 따라 주식상장.
- 1949년(쇼와 24년) 7월 동사의 유지, 도료, 화약, 용접 부문을 분리해, (제2차) 일본 유지 주식회사(현·일유)를 설립.
- 2018년(헤이세이 30년) 7월 본사를 간다 니시키마치 산쵸메 7번지 1의 흥화 이치바시 빌딩에서 니혼바시 니쵸메 지구 제1종 시가지 재개발 사업 C가구(니혼바시 다카시마야 미쓰이 빌딩)로 이전 동시에 닛산 화학 주식회사로 상호 변경.

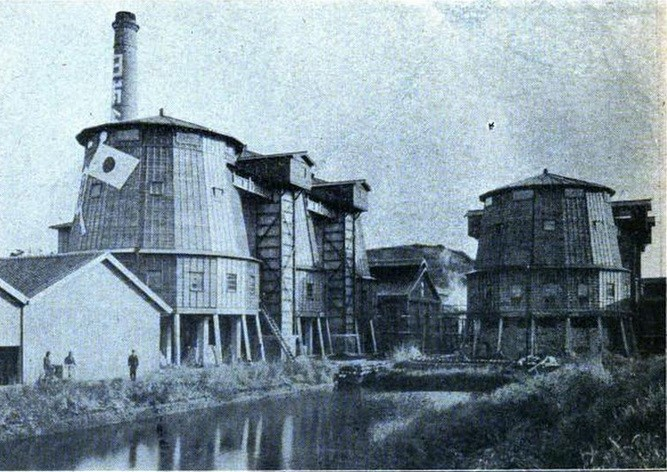
일본사밀 1908년경
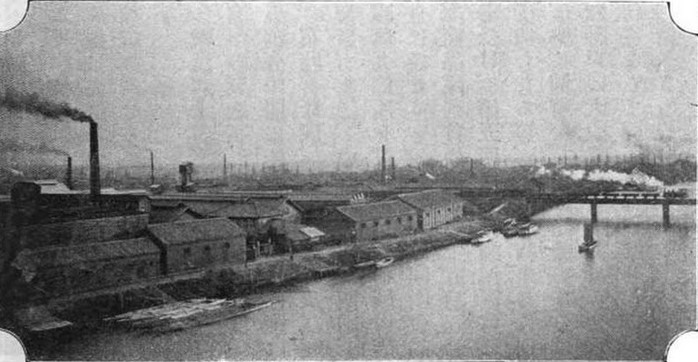
오사카 유조 1908년경
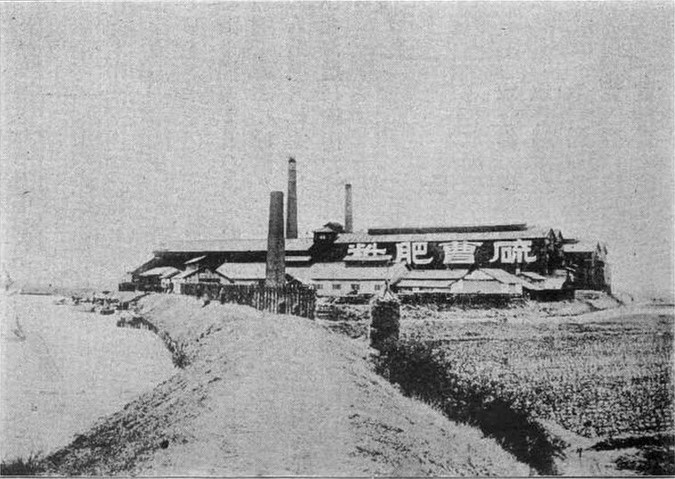
오사카 유조 오와다 공장 1908년경
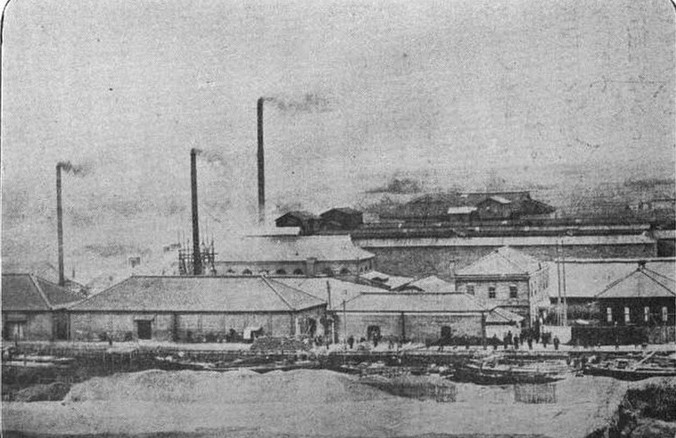
도쿄 인조 비료 1908년경

## 사업장
- 본사: 도쿄
- 공장 : 소데가 우라, 소매가 우라 공장 고이 제조소, 사이타마, 도야마, 나고야, 산요 오노다 (구 오노다시)
- 물질과학연구소(지바현후나바시시)
- 재료과학연구소(지바현 후나바시시, 지바현소데가우라시, 도야마현도야마시)
- 생물과학연구소(사이타마현시라오카시)
- 영업 거점 : 삿포로, 센다이, 나고야, 오사카, 후쿠오카

## 주요 제품

### 화학 제품 사업
- 기초화학품(멜라민, 황산, 질산, 고품위우레아물)
- 환경화학품(풀 및 정화조용 살균 소독제 하이라이트 시리즈, 목욕용 제균제 하이라이트 SPA 시리즈, 밀봉재용 등 특수에폭시, 난연제)

### 기능성 재료 사업
- 무기 재료(전자 재료용연마제 등 무기콜로이드)
- 전자 재료(액정 표시용 재료폴리이미드, 반도체용 반사 방지코팅재 등)

### 농업 화학 제품 사업
- 농약(제초제, 살충제, 살균제, 살충살균제, 식물 성장 조절제)
- 녹지 관리용 약제
- 동물용 의약품

### 의약품 사업
- 고지혈증치료제 원약, 고혈압·협심증치료제, 외용진통소염제

### 건강 식품 사업
- 영지를 비롯하여 DHA, RNA 등의 건강 식품[4].

## 계열사
2021년 3월 말 현재 자회사 28개사, 계열사 11개사인.

### 국내
- 일성 산업
- 닛산 물류
- 닛산 녹화
- 닛산 엔지니어링
- 환경기술연구소
- 일본 비량
- 산아그로 주식회사
- 클라이언트 촉매 주식회사
- 홋카이도 산아그로 주식회사

### 해외
- Nissan Chemical America Corporation (미국)
- Nissan Chemical Europe S.A.S. (프랑스)
- NCK Co., Ltd. (한국)
- Nissan Chemical Agro Korea Ltd.
- 대만 닛산 화학 가랑이 유한 공사 (대만)
- 닛포 화학제품(상해) 유한회사 (중국)
- Nissan Chemical Do Brasil (브라질)
- Nissan Agro Tech India PVT.LTD. (인도)
- 日产化学材料科技(蘇州)有限公司 (중국)

## 같이 보기
- 토양 오염
- 다이옥신류
- 오염 원인자 부담의 원칙
- 공해 방지 사업비 사업자 부담법
- 도마미 지요조 - 전운수 장관. 전 사장
- 이시카와 이치로 - 전 사장, 회장. 초대 경제 단체 연합회 회장
- 히다카키 - 전 사장
- 카야마 소 - 일본 럭비 축구 협회 제3대 회장. 전직원
- 미키 치로 - 작곡가. 전직원
- 피타바스타틴 - 닛산화학공업이 창약하여 흥화가 개발했다.
- 속성역 - 도야마 공장으로 전용선이 분기하고 있다.